# Hadrosauridae
Gli adrosauridi (Hadrosauridae) erano una famiglia di dinosauri ornitischi appartenenti al sottordine degli ornitopodi, caratteristici del Cretaceo superiore.

## Origine ed evoluzione
Di grosse dimensioni (in media superavano i 9 metri di lunghezza), questi animali vivevano in branchi pascolando nelle pianure del Nordamerica e dell'Asia. Reperti di adrosauri sono stati rinvenuti anche in Europa e Sudamerica. 
I primi adrosauridi sono stati rinvenuti in terreni della parte iniziale del Cretaceo superiore in Asia e sono chiaramente derivati dagli iguanodontidi. Due i gruppi principali: gli adrosaurini propriamente detti, caratterizzati da un cranio basso e lungo e da basse spine neurali, e i lambeosaurini, con il cranio sormontato da strane creste e dotati di alte spine neurali. Tra i più conosciuti, citiamo i nordamericani Edmontosaurus e Anatotitan, e il cinese Shantungosaurus, lungo anche 14 metri.

## Descrizione
Le caratteristiche predominanti di questi erbivori risiedevano nel cranio. Il muso terminava in un'appendice a forma di largo becco: gli adrosauri, difatti, sono anche chiamati "dinosauri a becco d'anatra". La parte posteriore della bocca, poi, conteneva letteralmente centinaia di denti che costituivano vere e proprie batterie adatte a triturare il fogliame prima che venisse digerito nell'intestino. Ma la caratteristica più sorprendente, comunque, era posta sulla sommità del capo: molte specie erano dotate di creste di forme bizzarre, che probabilmente venivano utilizzate per produrre suoni di richiamo intraspecifico. Così Corythosaurus aveva un "elmetto", Lambeosaurus un'ascia piantata in testa, Gryposaurus un rigonfiamento sul naso, Olorotitan un ventaglio, Saurolophus un corno proiettato all'indietro, mentre  Parasaurolophus presentava una sorta di  "tubo" lungo oltre un metro che sporgeva all'indietro dalla nuca.

## Paleobiologia

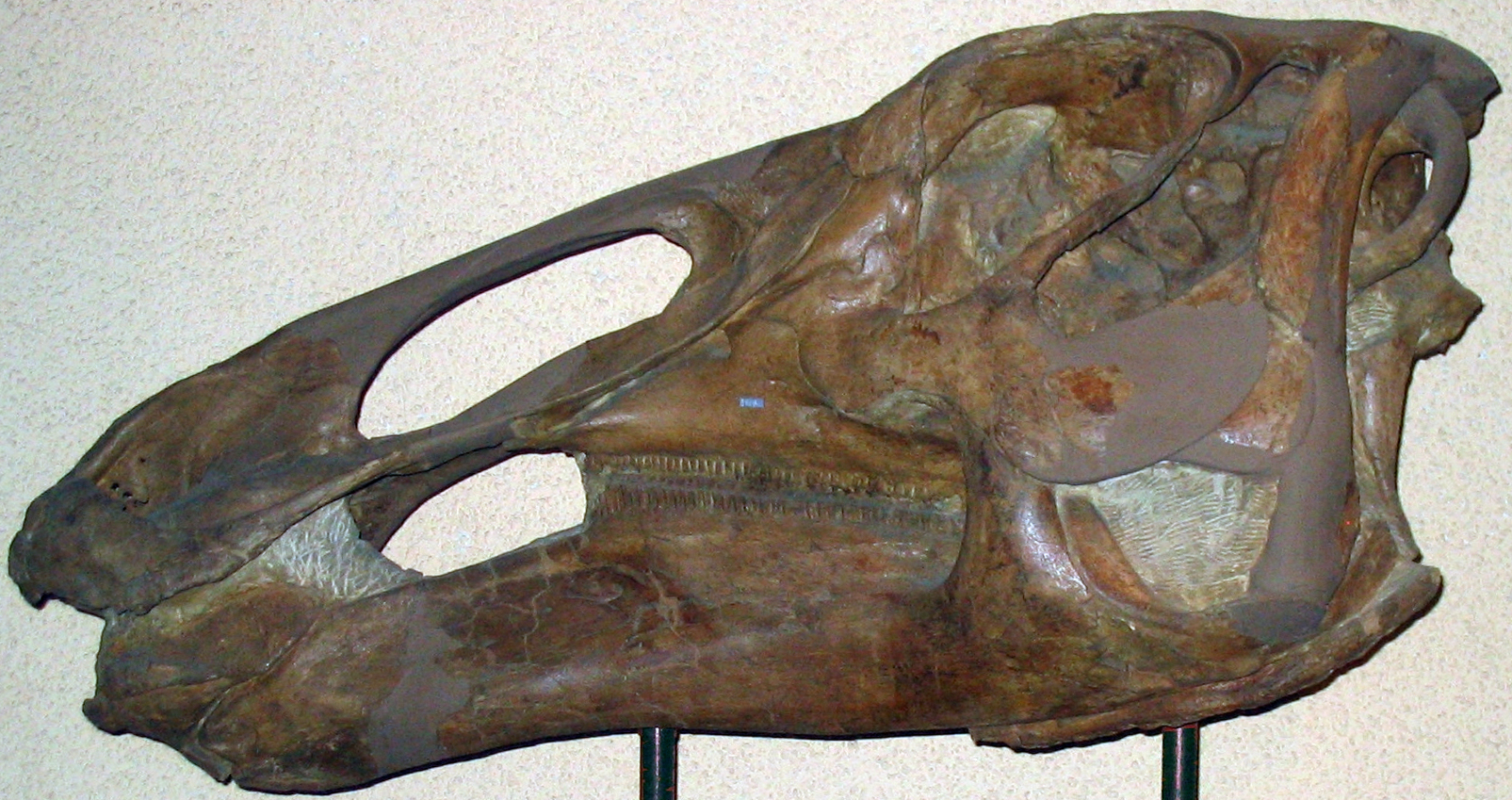
Cranio di Edmontosaurus

Per molto tempo gli adrosauri, come anche accaduto ai sauropodi, furono ritenuti essere dinosauri prettamente acquatici. Questo a causa del fatto che le loro code erano alte e appiattite in senso verticale, tipico degli animali nuotatori. Inoltre, nel 1908 vennero ritrovate alcune "mummie" perfettamente conservate (genere Trachodon, ora Edmontosaurus) le cui "mani" sembravano essere dotate di membrane interdigitali. Ora si sa che la coda era decisamente poco flessibile, a causa dei tendini ossificati che la irrigidivano, e che le presunte zampe palmate erano il risultato di un appiattimento dei cuscinetti carnosi delle dita. 
Con ogni probabilità, gli adrosauri erano animali terrestri che si spostavano in grandi branchi nelle sterminate pianure del Cretaceo, come i bisonti odierni. E, proprio come i bisonti, gli adrosauridi erano specializzati per nutrirsi con piante che crescevano al livello del terreno. Il loro dorso, infatti, mostra una forte rassomiglianza con quella dei bisonti, con una colonna vertebrale ricurva. È certo che molti adrosauri vivevano in grandi gruppi: ad esempio, in un solo sito nel Montana è probabile che possano essere stati seppelliti addirittura 10.000 esemplari appartenenti a una sola specie, Maiasaura peeblesorum. 
Gli adrosauri mostrano alcune specializzazioni riguardanti il dorso: alcuni sembrerebbero aver avuto una serie di strutture cornee rettangolari che correvano dal flessibile collo alla fine della coda. Altri, invece, possedevano forse un collo robustissimo, simile a quello di un cavallo. Probabilmente gli adrosauri possedevano una pelle piuttosto spessa, simile a cuoio, dotata di grandi tubercoli di forma ovale o poligonale, circondati da altre strutture simili ma più piccole. Sfortunatamente, senza un ritrovamento di un cranio in buone condizioni è difficile classificare questi dinosauri, a causa del fatto che i loro scheletri sono molto simili tra loro. Lo stesso Hadrosaurus, il primo di questi animali ad essere descritto in base a uno scheletro, è un dinosauro di identità dubbia per il fatto che il suo cranio non è noto: le altre ossa sono praticamente identiche a quelle dei meglio conosciuti Gryposaurus e Saurolophus.

## Classificazione
Lambeosaurus magnicistratus e Lambeosaurus lambei

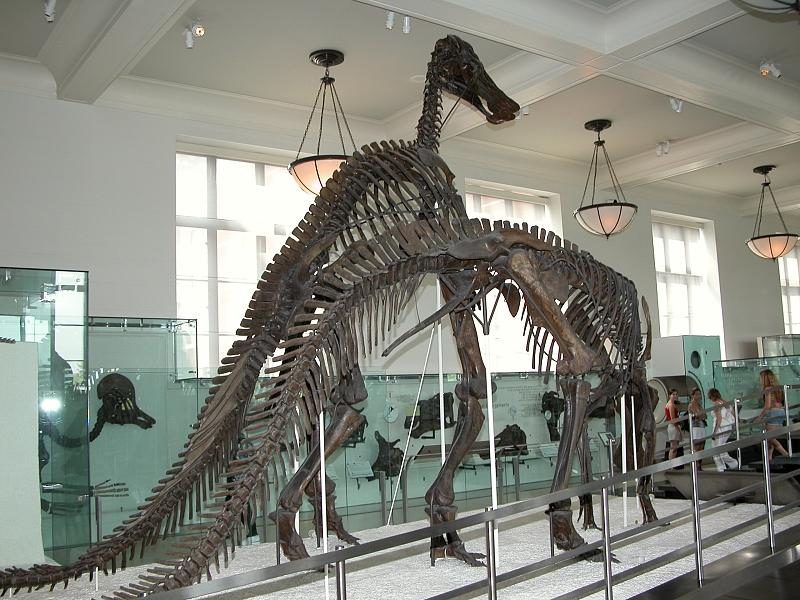
Due scheletri montati di Edmontosaurus (ex Anatotitan).

I primi resti di adrosauri studiati scientificamente furono dei denti e poche altre ossa ritrovate in Montana (USA) negli anni 1855 e 1856 da Joseph Leidy, e classificati come Trachodon e Thespesius. Nel 1858, lo stesso Leidy descrisse il primo resto più completo, Hadrosaurus foulkii, proveniente dal New Jersey. Un secondo scheletro, questa volta completo di cranio, fu ritrovato durante la guerra delle ossa da Edward Drinker Cope, nel 1883, e fu soprannominato Diclonius mirabilis. Lo stesso scheletro divenne poi noto al grande pubblico sotto il nome di Trachodon mirabilis. Qualche anno dopo vennero scoperte da Charles H. Sternberg le famose "mummie", anch'esse ascritte al genere Trachodon (T.annectens). Successivamente (1912) Lambe descrisse il genere Edmontosaurus, proveniente dall'Alberta. 
La confusione nella classificazione di questi animali perdurò fino al 1942, quando Lull e Wright proposero il nome Anatosaurus per lo scheletro di Cope e le "mummie", lasciando Trachodon come nomen dubium basato sui denti. Nel 1975 ci si accorse che le specie di Anatosaurus erano pressoché identiche a Edmontosaurus, e si scelse di includerle nel genere di Lambe. Lo scheletro di Cope, però, venne ascritto nel 1990 a un nuovo genere, Anatotitan, in seguito identificato come Edmontosaurus Annectens.

## Tassonomia
- Famiglia Hadrosauridae
  - Claosaurus
  - Lophorhothon
  - Telmatosaurus
  - Sottofamiglia Saurolophinae
    - Brachylophosaurus
    - Edmontosaurus
    - Gryposaurus
    - Hadrosaurus
    - Kerberosaurus
    - Kritosaurus (=Anasazisaurus)
    - Lophorhothon
    - Maiasaura
    - Naashoibitosaurus
    - Prosaurolophus
    - Saurolophus
    - Secernosaurus
    - Shantungosaurus
    - Wulagasaurus

  - Sottofamiglia Lambeosaurinae
    - Amurosaurus
    - Angulomastacator
    - Aralosaurus
    - Arenysaurus
    - Barsboldia
    - Blasisaurus
    - Charonosaurus
    - Corythosaurus
    - Hypacrosaurus
    - Jaxartosaurus
    - Lambeosaurus
    - Nipponosaurus
    - Olorotitan
    - Pararhabdodon
    - Parasaurolophus
    - Sahaliyania
    - Tsintaosaurus
    - Velafrons
    - Lambeosaurinae incertae sedis
      - Nanningosaurus

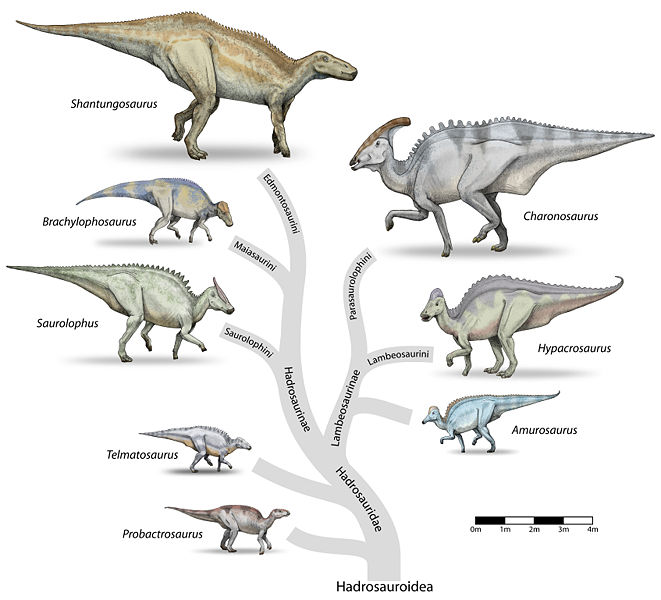
L'ordine degli Hadrosauroidei. Le ricostruzioni degli animali sono puramente ipotetiche

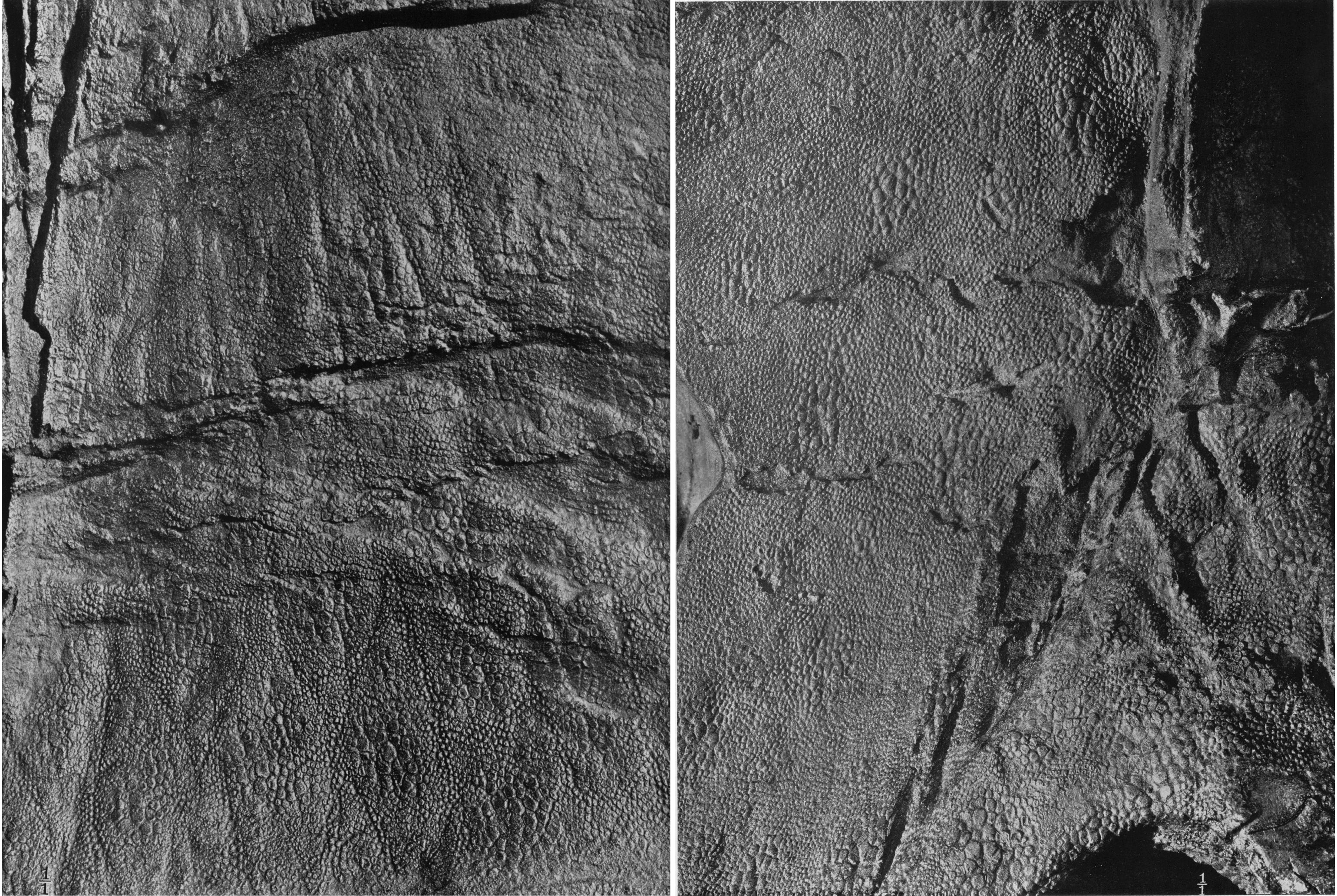
Impronta di pelle di Edmontosaurus annectens

  - adrosauridi di incerta collocazione (incertae sedis)
    - Koutalisaurus
    - Zhuchengosaurus

  - adrosauridi di dubbia identità
    - Arstanosaurus
    - Cionodon
    - Diclonius
    - Dysganus
    - Eotrachodon
    - Hypsibema
    - Mandschurosaurus
    - Microhadrosaurus
    - Orthomerus
    - Pteropelyx
    - Thespesius
    - Trachodon